# Ionel Pârvu
Ionel Pârvu (n. 23 iunie 1970, în Argeș) este un fotbalist român În prezent antrenor-jucător în sezonul 2023-24 la echipa de liga a 3 a SR Brașov.